# Communauté de communes du Cœur du Cotentin
Die Communauté de communes du Cœur du Cotentin ist ein ehemaliger französischer Gemeindeverband mit der Rechtsform einer Communauté de communes im Département Manche in der Region Normandie. Sie wurde am 1. Januar 2014 gegründet und umfasste 19 Gemeinden. Der Verwaltungssitz befand sich im Ort Valognes.

## Historische Entwicklung
Der Gemeindeverband ist durch den Zusammenschluss der ehemaligen Gemeindeverbände Communauté de communes du Bocage valognais und der Communauté de communes du Canton de Bricquebec-en-Cotentin am 1. Januar 2014 entstanden.
Mit Wirkung vom 1. Januar 2017 fusionierte der Gemeindeverband mit
- Communauté de communes des Pieux,
- Communauté de communes de la Côte des Isles,
- Communauté de communes de la Vallée de l’Ouve,
- Communauté de communes de Douve et Divette,
- Communauté de communes de la Région de Montebourg,
- Communauté de communes du Val de Saire,
- Communauté de communes de Saint-Pierre-Église sowie
- Communauté de communes de la Saire

und bildete so die Nachfolgeorganisation Communauté d’agglomération du Cotentin.

## Ehemalige Mitgliedsgemeinden
1. Breuville
2. Bricquebec-en-Cotentin (Commune nouvelle)
3. Brix
4. Colomby
5. L’Étang-Bertrand
6. Huberville
7. Lieusaint (Manche)
8. Magneville
9. Montaigu-la-Brisette
10. Morville (Manche)
11. Négreville
12. Rauville-la-Bigot
13. Rocheville
14. Saint-Joseph
15. Saussemesnil
16. Sottevast
17. Tamerville
18. Valognes
19. Yvetot-Bocage